# Вербовое (Пологовский район)
Вербо́вое (укр. Вербо́ве) — село в Пологовском районе
Запорожской области Украины.

## Население
Население по данным всеукраинской переписи 2001 года составляло 1246 человек.

## Географическое положение
Село Вербовое находится на берегу реки Вербовая, на расстоянии в 2,5 км от села Романовское и в 5-и км от села Тарасовка.

## История
Село Вербовое было основано переселенцами из Полтавщины в 1790 году.
Во время Голодомора 1932—1933 годов умерло по меньшей мере 269 жителей села.

### В независимой Украине
До 2020 года орган местного самоуправления — Вербовский сельский совет. 30 марта 2018 Вербовский сельский совет, в ходе децентрализации, был объединён с Пологовской городской общиной.
12 июня 2020 года село вошло в состав Пологовской городской общины. 17 июля 2020 года, в результате административно-территориальной реформы и ликвидации Пологовского района вошло в состав вновь образованного Пологовского района.

### Российско-украинская война
В конце февраля 2022 года село было оккупировано российскими войсками в ходе российского вторжения на Украину. В результате украинского контрнаступления 2023 года в августе-сентябре ВСУ смогли зайти на окраины и западную часть Вербового, но позже отступили из населённого пункта.

## Герб Вербовского сельского совета
Герб села разделён на три разноцветных поля. На жёлтом поле — зелёная ива, на зелёном — ветряная мельница, на голубом — палитра с пером для письма.
Ива символизирует семейную жизнь. Это ещё и пожелания здоровья, жизненных сил. Ветряная мельница напоминает о прошлом, когда здесь было много ветряных мельниц, а ещё это символ степного ветра, изобилия, плодородия земли. Палитра с пером гласит, что эта земля богата талантами, отсюда родом известные поэты и художники.
Сами же цвета имеют символическое значение: голубой — это чистота души и помыслов, зелёный — это жизнь, буйство молодой зелени, золотой — это спелая пшеница, богатство, справедливость, серебряный — благородство, искренность, правдивость.

## Экономика
- «Нива», агрофирма.

## Объекты социальной сферы
- Средняя общеобразовательная школа
- Детское дошкольное учебное заведение
- Дом культуры
- Музыкальная школа
- Участковая больница с амбулаторией.

## Достопримечательности
- Три братских могилы 1047 советских воинов.

## Известные лица
- Терещенко Зинаида Филипповна (1912—2007) — зуборежчица Запорожского машиностроительного завода, Герой Социалистического Труда (1960).